# Saídové
Dynastie Ál Saíd (arabsky: آل سعيد‎ nebo آل بو سعيد‎) často také jen Saídové je současná vládnoucí dynastie v Ománu, kde vládne přibližně od roku 1749. V letech 1804-1964 vládla také v Zanzibaru (od roku 1856 jako vedlejší větev). Hlavou rodu je ománský sultán Hajtham bin Tárik, který je v 14. generaci potomkem zakladatele dynastie. Tím byl maskatský sultán Abú Hilal Ahmad bin Saíd.